# Козека, Сергей Васильевич
Сергей Васильевич Козека (бел. Сяргей Казека; род. 17 сентября 1986, Барановичи, Брестская область) — белорусский футболист, защитник. В настоящее время является главным тренером клуба «Крумкачи».

## Карьера
Сергей начал заниматься футболом в 10 лет в СДЮСШ-5 города Барановичи. Его первым тренером был Валерий Черняк. В 2003 году Козека подписал профессиональный контракт с клубом «Барановичи». До 2006 года белорусский футболист находился в резерве, в 2006 году был переведён в главную команду. До 2010 года Козека отыграл за «Барановичи» 89 матчей в Первой лиге Белоруссии и забил 21 гол. В январе 2010 года он перешёл в «Гомель». По итогам розыгрыша Первой лиги сезона-2010 «Гомель» занял 1 место и вышел в Высшую лигу. В следующем сезоне игрок из Белоруссии дебютировал в Кубке страны, 22 сентября выйдя на поле во встрече против «Руденска». 2 апреля 2011 года он сыграл свой первый матч в высшем дивизионе с «Нафтаном». 19 апреля Козека забил свой первый гол в матче «Торпедо» (Жодино) — «Гомель», чем помог своей команде добиться ничьи 1:1. По итогам сезона 2011 белорусский футболист вместе с одноклубниками из «Гомеля» стал бронзовым призёром чемпионата Белоруссии.
В декабре 2012 года перешёл в «Минск», где вскоре закрепился в основе. Выступал на позициях опорного полузащитника или центрального полузащитника. В декабре 2013 года стал игроком «Торпедо-БелАЗ», где так же стал игроком основе.
В январе 2015 года покинул Жодино и перешёл в солигорский «Шахтёр». Первую половину сезона 2015 был вынужден пропустить из-за травмы, с июля начал выходить на поле на позиции опорного полузащитника. По окончании сезона 2015 «Шахтёр» решил не продлевать соглашение с футболистом, и Козека покинул клуб.
В январе 2016 года стало известно о возможном переходе Козеки в латвийский «Спартак», который возглавил белорусский специалист Олег Кубарев. В результате, полузащитник начал новый сезон в Юрмале и помог команде стать чемпионом Латвии. Сезон 2017 начал в составе «Спартака», однако в июне из-за травмы был вынужден приостановить карьеру. В сентябре стал тренером в футбольной школе «ФШМ-Минск», а в начале 2018 года присоединился к клубу «Узда» из Второй лиги, где на протяжении двух лет был одним из основных игроков.
В марте 2020 года подписал контракт с клубом «Крумкачи».

### Тренерская
В январе 2021 года завершил карьеру и вошёл в тренерский штаб «Крумкачей». В июне, после увольнения Олега Дулуба, стал исполняющим обязанности главного тренера клуба. Оставался в этом качестве до июля, когда новым тренером был назначен Олег Кубарев, при этом остался его помощником. В январе 2022 года вместе со всем тренерским штабом покинул клуб, однако в феврале вернулся и был утверждён главным тренером команды. В январе 2023 года продлил контракт с клубом.

## Достижения
- Бронзовый призёр чемпионата Белоруссии: 2011, 2015
- Обладатель Кубка Белоруссии: 2010/11, 2012/13
- Обладатель Суперкубка Белоруссии: 2012
- Лучший игрок чемпионата первой лиги сезона 2010 года (версия газеты «Всё о футболе»)
- Чемпион Латвии: 2016[17]